# Ryu Fujisaki
Ryu Fujisaki (藤崎 竜?, Fujisaki Ryū; Mutsu, 10 marzo 1971) è un fumettista giapponese conosciuto principalmente per la sua serie Hoshin Engi.
Ha debuttato professionalmente nel mondo dei manga con Worlds nel 1990. I suoi altri lavori comprendono: Psycho+, Dramatic Irony, Worlds, Sakuratetsu Taiwahen, Waq waq e Shiki (2011), basato su un romanzo di Ono Fuyumi. Ha vinto il 39º e il 40º Premio Tezuka.